# Bothriospilini
Tribu
Les  Bothriospilini sont une tribu d'insectes coléoptères de la famille des Cerambycidae et de la sous-famille des Cerambycinae.

## Dénomination
Cette sous-famille a été décrite par l'entomologiste John Lane en 1950, sous le nom de Bothriospilini.

## Taxinomie
Liste des genres 
- Bothriospila  (Aurivillius, 1923)
- Chlorida  (Serville, 1834)
- Chrotoma  (Casey, 1891)
- Coccoderus  (Buquet, 1840)
- Delemodacrys  (Martins & Napp, 1979)
- Gnaphalodes  (Thomson, 1860)
- Knulliana ( Linsley, 1962)
- Ranqueles  (Gounelle, 1906)
- Scapanopygus  (Gounelle, 1913)
- Taygayba  (Martins & Galileo, 1998)
- Timbaraba  (Monné & Napp, 2004)

### Articles liés
- Cerambycinae
- Liste des Cerambycinae de Guyane